# Aboriginal Australians: A history since 1788
Aboriginal Australians: black response to white dominance, 1788-1980 é um livro introdutório sobre a história aborígene escrito por Richard Broome. De acordo com o autor, o livro tem o objetivo de trazer a perspectiva aborígene para a historiografia australiana, que é majoritariamente branca. O livro passou por diversos incrementos e revisões, mudando a data de abrangência ao final do título para 1994 e 2001, até chegar ao seu título final na quarta edição, Aboriginal Australians: A history since 1788.

## Conteúdo
De acordo com Broome, o livro é uma tentativa de escrever a história das relações entre brancos e aborígenes em uma historiografia majoritariamente branca. O livro é considerado introdutório para assuntos aborígenes, e traz ao grande público uma série de assuntos que circulavam apenas no meio acadêmico.

## Crítica
Bette Moore, do Thesis Eleven, criticou a primeira edição por cobrir um período de tempo muito grande, por isso ele tenderia a focar excessivamente em fatos históricos e perderia o drama humano sofrido pelos povos aborígenes. Também criticou o autor por não seguir estritamente uma metodologia, o que levaria certos pontos do livro a serem superficiais.
S. G Foster, do Aboriginal History, criticou a primeira edição, e traz que o trecho que narra o estilo de vida dos aborígenes no período pré-colonizatório é demasiado pequeno, e que os fatos por vezes não possuem uma ordem cronológica tão rígida e uma análise menos segura, por vezes com fontes dúbias, algo que teria acontecido pela dimensão do tema abordado.
Geoffrey Gray, do The Australian Journal of Indigenous Education, criticou a segunda edição por não se tratar propriamente da história aborígene, mas da história branca sobre a relação dos aborígenes com o estado australiano. Como exemplo, ele traz como o conceito de "vida tradicional" trazida no livro ignora as pesquisas antropológicas no meio.

## Publicação
A primeira edição foi um sucesso. Na segunda edição, Broome adicionou um capítulo extra, chamado Ambivalent times, que cobre os eventos desde 1980. A terceira edição adicionou o capítulo Aborigines Under Siege. Já a quarta edição passou por uma revisão completa. Até o lançamento da quinta edição, o livro vendeu 65 mil cópias. A quinta edição adicionou um capítulo que cobre os eventos desde 2008.

### Edições
Os dados de reimpressão foram retirados das informações presentes na quinta edição.
- Broome, Richard (1982). Aboriginal Australians: black response to white dominance, 1788-1980 1ª ed. Sydney: George Allen & Unwin. ISBN 0868610437 (dez reimpressões)
- Broome, Richard (1994). Aboriginal Australians: black responses to white dominance, 1788-1994 2ª ed. Sydney: Allen & Unwin. ISBN 186373760X (quatro reimpressões)
- Broome, Richard (2002). Aboriginal Australians: black responses to white dominance, 1788-2001 3ª ed. Sydney: Allen & Unwin. ISBN 1865087556 (sete reimpressões)
- Broome, Richard (2010). Aboriginal Australians: a history since 1788 4ª ed. Sydney: Allen & Unwin. ISBN 9781742370514 (doze reimpressões)
- Broome, Richard (2019). Aboriginal Australians: a history since 1788 5ª ed. Sydney: Allen & Unwin. ISBN 9781760528218

## Capítulos
Os capítulos a seguir são os presentes na quinta edição:
- Preface
- Prologue: Endings and beginnings
- Reflections on a great tradition
- Eora confront the British
- Resisting the invaders
- Cultural resistance amid destruction
- Radical hope quashed
- The Age of race and northern frontiers
- Working with cattle
- Mixed missionary blessings
- Controlled by boards and caste barriers
- Fighting for civil rights
- Struggling for Indigenous rights
- Hoping for equality
- Under siege
- Crisis, intervention and apology
- Seeking a voice
- Notes
- Select bibliography
- Index